# Häggholmen (Piteå)
Häggholmen is een Zweeds eiland in de Åbyrivier. Het eiland ligt ver van de bewoonde wereld; heeft geen oeververbinding en is onbewoond / onbebouwd. 